# Illier-et-Laramade
Illier-et-Laramade é uma comuna francesa na região administrativa de Occitânia, no departamento de Ariège.